# Masaris tianshanicus
Masaris tianshanicus är en stekelart som beskrevs av Panfilov 1968. Masaris tianshanicus ingår i släktet Masaris och familjen Masaridae. Inga underarter finns listade i Catalogue of Life.